# Щетинкодзьоб бурий
Щетинкодзьоб бурий (Dasyornis brachypterus) — вид горобцеподібних птахів родини щетинкодзьобових (Dasyornithidae).

## Поширення
Ендемік Австралії. Трапляється вздовж східного узбережжя штатів Вікторія та Новий Південний Уельс і на південному сході Квінсленду.

## Опис
Тіло завдовжки 18-21 см. Вага 35-50 г. Невеликий птах з довгим хвостом, округлою головою, тонким дзьобом та короткими крилами. Оперення коричневого забарвлення, черево сіре. Дзьоб темно-сірий, ноги бежеві.

## Спосіб життя
Мешкає у відкритих лісах, рідколіссях, заростях чагарників. Літає неохоче, більшу частину життя проводить на землі. Живиться комахами та дрібними безхребетними, інколи насінням. Сезон розмноження триває з серпня по лютий. Гнізда будують серед трави. У гнізді 2 яйця. Інкубація триває 16-21 день. Стільки ж часу потрібно, щоб молодь стала самостійною.